# マディソン・ペティス
マディソン・ペティス （Madison Michelle Pettis,1998年7月22日-)はアメリカ合衆国の女優。

## 人物
テキサス州アーリントン生まれの彼女は、上に片親違いの姉妹が2人おり、もう一人兄がいる。
母親が地元の保護者向け雑誌のFortWorthChildの彼女を応募させたことで、彼女の俳優生活がスタート、
当初はモデルとしての活躍やCM出演が多く、5歳の時からエージェントをもち、ウェブサイトも開設された。 
2008年、『ホートン ふしぎな世界のダレダーレ』にカメオ出演し、en:Mostly Ghostly: Who Let the Ghosts Out?やen:A Muppet Christmas: Letters to Santaにも出演した。
『4400 未知からの生還者』のある回ではイザベル・タイラー役を務めた。『7つの贈り物』にも端役として出演した。
またコーディー・シンプソンの妹であるアリー・シンプソンと仲がいい。

### ディズニー・チャンネル関連
ディズニー・チャンネルのテレビドラマ『コーリー ホワイトハウスでチョー大変!』では大統領の娘ソフィアを演じ、このキャラクターとして『シークレット・アイドル ハンナ・モンタナ』にもゲスト出演したことがあった。
2007年にはディズニー映画 『ゲーム・プラン』でペイトン・ケリー役を務め、ザ・ロックと共演した。また、この年、ディズニー・チャンネルのゲーム番組のコメンテーターを務め、『バーニー&フレンズ』シリーズで ブリジットとJackieを演じ、歌ったり踊ったりもした。

## 出演作品

### 映画・ビデオ作品
| 公開年 | 作品名                                                | 役名             | 備考             |
| ------ | ----------------------------------------------------- | ---------------- | ---------------- |
| 2006   | Barney: Lets Make Music                               | ブリジット       | オリジナルビデオ |
| 2007   | ゲーム・プラン The Game Plan                          | ペイトン         |                  |
| 2008   | 7つの贈り物 Seven Pounds                              | コニーの娘       |                  |
| 2008   | en:A Muppets Christmas: Letters to Santa              | Claire           | テレビ映画       |
| 2008   | en:Mostly Ghostly: Who Let the Ghosts Out?            | タラ・ローランド | オリジナルビデオ |
| 2008   | ホートン ふしぎな世界のダレダーレ Horton Hears a Who! |                  | アニメ映画       |
| 2009   | Free Style                                            | ベイリー         |                  |
| 2010   | en:The Search for Santa Paws                          | Willamina        |                  |
| 2011   | ビバリーヒルズ・チワワ2 Beverly Hills Chihuahua 2     | ララ             | オリジナルビデオ |
| 2021   | ヒーズ・オール・ザット He's All That                  | オールデン       |                  |

### TV番組
| 放送年    | 作品名                                                               | 役名                             | 備考                           |
| --------- | -------------------------------------------------------------------- | -------------------------------- | ------------------------------ |
| 2006      | ジェリコ 閉ざされた街 Jericho                                        | Stacy Clemons                    | 『終わりの始まり』にゲスト出演 |
| 2007      | シークレット・アイドル ハンナ・モンタナ Hannah Montana               | ソフィア                         | ゲスト出演                     |
| 2007      | 4400 未知からの生還者 The 4400                                       | 幼少時のイザベル・タイラー       | ゲスト出演                     |
| 2007      | きんきゅうしゅつどう隊 OSO Special Agent Oso                         | ケイティー                       | ゲスト出演                     |
| 2007–2008 | コーリー ホワイトハウスでチョー大変! Cory in the House               | ソフィア                         | メインキャラクター             |
| 2007–     | フィニアスとファーブ Phineas and Ferb                                | アディソン・スウィートウォーター | テレビアニメ                   |
| 2009      | Are You Smarter Than a 5th Grader?                                   | 本人役                           | クイズ番組、18話分出演         |
| 2011-     | ジェイクとネバーランドのかいぞくたち Jake and the Never Land Pirates | イジー                           | メインキャラクター             |
| 2011      | en:R.L. Stine's The Haunting Hour                                    | Julie                            | ゲスト出演                     |